# Грицко, Михаил Васильевич
Михаил Васильевич Грицко (род. 9 июня 1948) — советский и российский офицер-испытатель специальной воинской части Министерства обороны Российской Федерации, Герой Российской Федерации (1993). Капитан 1-го ранга (1985).

## Биография
Родился 9 июня 1948 года в посёлке Базанча Таштагольского района Кемеровской области. Русский.
В Военно-Морском Флоте с августа 1966 года. В июне 1971 года окончил Тихоокеанское высшее военно-морское училище имени С. О. Макарова.
Службу проходил на Краснознамённом Тихоокеанском флоте: с августа 1971 года по ноябрь 1972 года — командир минно-торпедной боевой части (БЧ-3) подводной лодки К-136, с ноября 1972 года по октябрь 1973 года — помощник командира К-139. С октября 1973 года проходил обучение в Высших специальных офицерских классах ВМФ, которые окончил в июле 1974 года. Член КПСС с 1974 года.
Возвратившись на Краснознамённый Тихоокеанский флот, с октября 1974 года по август 1977 года служил в должности старшего помощника командира К-139. Из аттестации М. В. Грицко 1977 года:

Имеет хорошие организаторские способности, выделяет главное звено в работе, в повышении боевой готовности корабля, умело мобилизует личный состав на решение стоящих перед кораблём задач. Военно-техническая подготовка хорошая. Большое внимание уделяет изучению устройства корабля, его оружия и технических средств.
В составе экипажей подводных лодок М. В. Грицко неоднократно участвовал в дальних походах на боевую службу.
С августа 1977 года продолжил службу в специальной воинской части Министерства обороны СССР, а после распада Советского Союза, с 1992 года — в специальной воинской части Министерства обороны Российской Федерации. Командовал экипажами первых отечественных научно-исследовательских подводных лодок второго поколения. Первый командир атомной глубоководной станции АС-21, вошедшей в состав 29-й отдельной бригады подводных лодок Северного флота в 1991 году.
21 февраля 1985 года капитану 2-го ранга Грицко М. В. присвоено воинское звание «капитан 1-го ранга».
«За мужество и героизм, проявленные при выполнении специального задания в условиях, сопряженных с риском для жизни», Указом Президента Российской Федерации от 18 августа 1993 года капитану 1-го ранга Грицко Михаилу Васильевичу присвоено звание Героя Российской Федерации с вручением медали «Золотая Звезда» (№ 24). Вместе с ним этим же указом были награждены капитан 1-го ранга В. Ю. Терехов (медаль № 27), капитан 1-го ранга Г. Л. Попов (медаль № 26) и капитан 1-го ранга А. Г. Зайцев (медаль № 25).
С июня 1998 года капитан 1-го ранга Грицко М. В. — в запасе.

## Награды и звания
- Герой Российской Федерации (18 августа 1993)
- орден Красного Знамени (1988)
- орден Красной Звезды (1982)
- орден «За службу Родине в Вооружённых Силах СССР» III степени (1979)
- медали